# Denisa Rosolová
Denisa Rosolová z domu Ščerbová (ur. 21 sierpnia 1986 w Karwinie) – czeska lekkoatletka specjalizująca się w skoku w dal, biegach sprinterskich i płotkarskich oraz wielobojach.
Uczestniczka igrzysk olimpijskich w 2004 i 2008. Startowała w mistrzostwach świata oraz czempionacie Starego Kontynentu. Stawała na podium halowych mistrzostw globu i halowych mistrzostw Europy. Sukcesy osiągała już jako juniorka młodsza i juniorka zdobywając medale międzynarodowych zawodów w tych kategoriach wiekowych. Ambasadorka młodzieżowych mistrzostw Europy (Ostrawa 2011). Wielokrotna medalistka mistrzostw Czech i reprezentantka kraju w meczach międzypaństwowych, pucharze Europy, drużynowych mistrzostwach Europy oraz pucharze Europy w wielobojach lekkoatletycznych.
Jej mężem był tenisista Lukáš Rosol.

## Kariera
W pierwszych latach kariery startowała głównie w skoku w dal. Już jako piętnastolatka wystartowała w mistrzostwach świata juniorów młodszych w 2001 zajmując w tych zawodach 10. miejsce. Rywalizując w skoku w dal zdobyła srebro mistrzostw świata juniorów młodszych (2003) oraz złote medale mistrzostw świata juniorów (2004) i mistrzostw Europy juniorów (2005). Odpadła w eliminacjach skoku w dal na igrzyskach olimpijskich w Atenach. W roku 2006 nie ukończyła rywalizacji w siedmioboju na mistrzostwach Europy. Podczas halowego czempionatu Starego Kontynentu w Birmingham (2007) zdobyła brązowy medal w skoku w dal – po tym sukcesie w sezonie letnim została wicemistrzynią Europy do lat 23 oraz odpadła w eliminacjach na mistrzostwach świata. W trzech konkurencjach wystąpiła podczas halowych mistrzostw świata w 2008 roku – w skoku w dal oraz biegu na 60 metrów przez płotki odpadła w eliminacjach, a czeska sztafeta z zawodniczką w składzie zajęła czwarte miejsce w finale biegu rozstawnego 4 × 400 metrów. Na igrzyskach olimpijskich w Pekinie (2008) nie ukończyła siedmioboju oraz odpadła w eliminacjach skoku w dal. W pięcioboju uplasowała się na dziesiątym miejscu w halowych mistrzostwach Europy w 2009. Po dyskwalifikacji za doping trzeciej na mecie reprezentacji Jamajki zdobyła wraz z koleżankami brązowy medal halowych mistrzostw świata w Dosze (2010). Piąta zawodniczka w biegu na 400 metrów podczas mistrzostw Europy w 2010. Nieoczekiwanie – pokonując faworyzowane Rosjanki – została w marcu 2011 w Paryżu halową mistrzynią Europy w biegu na 400 metrów. W pierwszym roku uprawiania biegu na 400 metrów przez płotki została w Helsinkach wicemistrzynią Europy na tym dystansie.

## Osiągnięcia
| Rok  | Impreza                                 | Miejsce        | Konkurencja                | Lokata            | Wynik     |
| ---- | --------------------------------------- | -------------- | -------------------------- | ----------------- | --------- |
| 2001 | Mistrzostwa świata juniorów młodszych   | Debreczyn      | skok w dal                 | 10. miejsce       | 5,67      |
| 2003 | Mistrzostwa świata juniorów młodszych   | Sherbrooke     | skok w dal                 | 2. miejsce        | 6,40      |
| 2003 | Mistrzostwa Europy juniorów             | Tampere        | skok w dal                 | 4. miejsce        | 6,28      |
| 2004 | Halowe mistrzostwa świata               | Budapeszt      | skok w dal                 | el. – 11. miejsce | 6,50      |
| 2004 | Mistrzostwa świata juniorów             | Grosseto       | skok w dal                 | 1. miejsce        | 6,61      |
| 2004 | Igrzyska olimpijskie                    | Ateny          | skok w dal                 | el. – 14. miejsce | 6,39      |
| 2005 | Halowe mistrzostwa Europy               | Madryt         | skok w dal                 | el. –             | 6,28      |
| 2005 | I liga pucharu Europy                   | Gävle          | skok w dal                 | 4. miejsce        | 6,56      |
| 2005 | Mistrzostwa Europy juniorów             | Kowno          | skok w dal                 | 1. miejsce        | 6,57      |
| 2006 | I liga pucharu Europy w wielobojach     | Jałta          | siedmiobój                 | 12. miejsce       | 5582 pkt. |
| 2006 | Mistrzostwa Europy                      | Göteborg       | siedmiobój                 | –                 | DNF       |
| 2007 | Halowe mistrzostwa Europy               | Birmingham     | skok w dal                 | 3. miejsce        | 6,64      |
| 2007 | Młodzieżowe mistrzostwa Europy          | Debreczyn      | skok w dal                 | 2. miejsce        | 6,80      |
| 2007 | Mistrzostwa świata                      | Osaka          | skok w dal                 | el. – 13. miejsce | 6,58      |
| 2008 | Halowe mistrzostwa świata               | Walencja       | skok w dal                 | el. – 9. miejsce  | 6,37      |
| 2008 | Halowe mistrzostwa świata               | Walencja       | bieg na 60 m przez płotki  | eliminacje        | 8,42      |
| 2008 | Halowe mistrzostwa świata               | Walencja       | sztafeta 4 × 400 m         | 4. miejsce        | 3:34,53   |
| 2008 | Igrzyska olimpijskie                    | Pekin          | skok w dal                 | el. – 20. miejsce | 6,46      |
| 2008 | Igrzyska olimpijskie                    | Pekin          | siedmiobój                 | –                 | DNF       |
| 2009 | Halowe mistrzostwa Europy               | Turyn          | pięciobój                  | 10. miejsce       | 4379 pkt. |
| 2010 | Halowe mistrzostwa świata               | Doha           | bieg na 400 m              | półfinał          | 52,92     |
| 2010 | Halowe mistrzostwa świata               | Doha           | sztafeta 4 × 400 m         | 3. miejsce        | 3:30,05   |
| 2010 | I liga drużynowych mistrzostw Europy    | Budapeszt      | bieg na 200 m              | 1. miejsce        | 23,03     |
| 2010 | I liga drużynowych mistrzostw Europy    | Budapeszt      | sztafeta 4 × 400 m         | 1. miejsce        | 3:31,69   |
| 2010 | Mistrzostwa Europy                      | Barcelona      | bieg na 400 m              | 4. miejsce        | 50,90     |
| 2010 | Mistrzostwa Europy                      | Barcelona      | sztafeta 4 × 400 m         | eliminacje        | 3:31,91   |
| 2011 | Halowe mistrzostwa Europy               | Paryż          | bieg na 400 m              | 1. miejsce        | 51,73     |
| 2011 | Superliga drużynowych mistrzostw Europy | Sztokholm      | bieg na 400 m              | 2. miejsce        | 51,37     |
| 2012 | Mistrzostwa Europy                      | Helsinki       | bieg na 400 m przez płotki | 2. miejsce        | 54,24     |
| 2012 | Igrzyska olimpijskie                    | Londyn         | bieg na 400 m przez płotki | 7. miejsce        | 55,27     |
| 2012 | Igrzyska olimpijskie                    | Londyn         | sztafeta 4 × 400 m         | 7. miejsce        | 3:27,77   |
| 2013 | Halowe mistrzostwa Europy               | Göteborg       | bieg na 400 m              | 5. miejsce        | 52,71     |
| 2013 | Halowe mistrzostwa Europy               | Göteborg       | sztafeta 4 × 400 m         | 3. miejsce        | 3:28,49   |
| 2013 | I liga drużynowych mistrzostw Europy    | Dublin         | bieg na 400 m przez płotki | 1. miejsce        | 55,34     |
| 2013 | I liga drużynowych mistrzostw Europy    | Dublin         | sztafeta 4 × 400 m         | 2. miejsce        | 3:36,95   |
| 2013 | Mistrzostwa świata                      | Moskwa         | bieg na 400 m przez płotki | półfinał          | 55,14     |
| 2013 | Mistrzostwa świata                      | Moskwa         | sztafeta 4 × 400 m         | eliminacje        | 3:30,48   |
| 2014 | Halowe mistrzostwa świata               | Sopot          | bieg na 400 m              | półfinał          | DNF       |
| 2014 | Mistrzostwa Europy                      | Zurych         | bieg na 400 m przez płotki | 4. miejsce        | 54,70     |
| 2015 | Halowe mistrzostwa Europy               | Praga          | bieg na 400 m              | 6. miejsce        | 53,20     |
| 2015 | Halowe mistrzostwa Europy               | Praga          | sztafeta 4 × 400 m         | 4. miejsce        | 3:32,08   |
| 2015 | I liga drużynowych mistrzostw Europy    | Heraklion      | bieg na 400 m              | 3. miejsce        | 52,30     |
| 2015 | I liga drużynowych mistrzostw Europy    | Heraklion      | sztafeta 4 × 400 m         | 1. miejsce        | 3:32,37   |
| 2015 | Mistrzostwa świata                      | Pekin          | bieg na 400 m przez płotki | półfinał          | 55,73     |
| 2016 | Igrzyska olimpijskie                    | Rio de Janeiro | bieg na 400 m przez płotki | półfinał          | 57,39     |
| 2017 | Halowe mistrzostwa Europy               | Belgrad        | bieg na 400 m              | eliminacje        | DNF       |
| 2017 | Superliga drużynowych mistrzostw Europy | Lille          | bieg na 400 m przez płotki | 4. miejsce        | 55,59     |
| 2017 | Mistrzostwa świata                      | Londyn         | bieg na 400 m przez płotki | półfinał          | 56,40     |

## Rekordy życiowe
| - bieg na 400 metrów – 50,84 (31 maja 2011, Ostrawa) - bieg na 400 metrów przez płotki – 54,24 (29 czerwca 2012, Helsinki) - skok w dal – 6,68 (25 czerwca 2004, Pilzno); rekord Czech młodzieżowców i juniorów - siedmiobój – 6104 pkt. (18/19 czerwca 2008, Kladno) | - bieg na 400 metrów (hala) – 51,73 (5 marca 2011, Paryż) - Skok w dal (hala) – 6,64 (2005 i 2007); rekord Czech - Pięciobój (hala) – 4632 pkt. (3 lutego 2008, Sheffield); były rekord Czech |
| | |